# مخوف (فیلم ۲۰۰۲)
مخوف (به انگلیسی: Scorcher) یک فیلم آمریکایی در ژانر فاجعه و علمی–تخیلی محصول سال ۲۰۰۲ با بازی مارک داکاسیوس ،جان ریس-دیویس، جفری جانسون، تامارا دیویس، مارک روستون همراه می‌باشد. داستان فیلم مربوط به گروهی از دانشمندان است که پس از حادثه اتفاقی فاجعه بار هسته‌ای، صفحات تکتونیکی زمین را تغییر می‌دهند و فشار زیادی را ایجاد می‌کند که زمین را در یک فوران آتشفشانی نابود می‌کند و چندین دانشمند برتر برای یافتن راهی برای توقف این موضوع می‌باشند.